# Euphobetron albiplaga
Euphobetron albiplaga är en fjärilsart som beskrevs av Erich Martin Hering och Hopp 1927. Euphobetron albiplaga ingår i släktet Euphobetron och familjen snigelspinnare. Inga underarter finns listade i Catalogue of Life.